# Tragocerus
Tragocerus is een kevergeslacht uit de familie van de boktorren (Cerambycidae). De wetenschappelijke naam van het geslacht werd voor het eerst geldig gepubliceerd in 1829 door Latreille.

## Soorten
Tragocerus omvat de volgende soorten:
- Tragocerus cylindricus Carter, 1934
- Tragocerus fasciatus (Donovan, 1805)
- Tragocerus formosus Pascoe, 1862
- Tragocerus halmaturina Tepper, 1887
- Tragocerus heraldicus Vollenhoven, 1871
- Tragocerus lepidopterus (Schreibers, 1802)
- Tragocerus spencii Hope, 1834
- Tragocerus subfasciatus Germar, 1848